# Cacharbulbyl
Cacharbulbyl (Iole cacharensis) är en fågel i familjen bulbyler inom ordningen tättingar.

## Utseende
Cacharbulbylen är en 19 cm lång och långnäbbad bulbyl med ljus undre näbbhalva. Fjäderdräkten ljust olivgul under med ljust rostfärgade undre stjärttäckare och rostbrun stjärt.

## Utbredning och systematik
Arten förekommer i nordöstra Indien och sydöstra Bangladesh. Tidigare behandlades den som en del av olivbulbyl (I. viridsecens, tidigare virescens). Den behandlas som monotypisk, det vill säga att den inte delas in i några underarter.

## Status
Internationella naturvårdsunionen IUCN urskiljer charlottebulbylen inte ännu som art, varför dess hotstatus ej har bestämts.

## Namn
Fågelns svenska och vetenskapliga artnamn kommer av Cachar, ett distrikt i indiska delstaten Assam.